# コナー・タウンゼント
コナー・タウンゼント（Conor Townsend, 1993年3月4日 - ）は、イングランド・ヘッスル出身のサッカー選手。ポジションはディフェンダー。イプスウィッチ・タウンFC所属。

## 経歴
8歳でハル・シティAFCに所属したが、出場機会は訪れなかった。
2011年10月25日、グリムズビー・タウンFCに期限付き移籍した。
2012年11月20日、チェスターフィールドFCに期限付き移籍した。
2014年7月、ダンディー・ユナイテッドFCに期限付き移籍した。
2016年1月6日、スカンソープ・ユナイテッドFCと契約を結んだ。
2018年7月28日、ウェスト・ブロムウィッチ・アルビオンFCに加入した。
2024年8月1日、イプスウィッチ・タウンFCに2年契約で移籍した。